# Музей мистецтва Самуеля П. Харна
 Музей мистецтва Семюела П. Харна (англ. Samuel P. Harn Museum of Art, також The Harn) — художній музей Університету Флориди (UF) у Гейнсвіллі, штат Флорида. Він розташований у районі Площі культури Університету Флориди у південно-західній частині містечка.
Музей Харна займає площу 112 800 квадратних фут, що робить його одним з найбільших університетських мистецьких музеїв на Півдні. Сюди входить 40 400 квадратних футів виставкової площі, 5 садових приміщень, аудиторія на 250 місць, музейний магазин, навчальний центр, кафе та приміщення для класів. У музеї є постійна колекція та масив тимчасових виставок. Постійна колекція Харна нараховує понад 11 300 предметів, орієнтованих на азійське, африканське, модерне та сучасне мистецтво, а також фотографію. Музей спонсорує міжнародні та штати у Флориді. Університет спонсорує навчальні програми в музеї, включаючи фільми, лекції, інтерактивні заходи та шкільні та сімейні пропозиції.
У жовтні 2005 року Гарн збільшився більш ніж на 18 000 квадратних футів з відкриттям павільйону Мері Енн Харн Кофрін, який включає в себе нові навчальні та засідання для зустрічей та Камелія Корт Кафе, першої закуски для відвідувачів Культурної площі.
Музей акредитований Американським альянсом музеїв. UF пропонує віртуальний тур для потенційних відвідувачів.
6 лютого 2008 року доктор та пан Девід А. Кофрін пожертвував університету Флориди 10 мільйонів доларів, для добудови нового крила, присвяченого азійському мистецтву, що відкрилося у 2012 році на північно-західній стороні музею, площею 2415 квадратних метрів, де розташовані азійська галерея мистецтв, кураторські офіси та приміщення для зберігання та збереження мистецтва для азійських колекцій. Відкритий Азійський сад доповнить нове крило.

## Вибрані митці

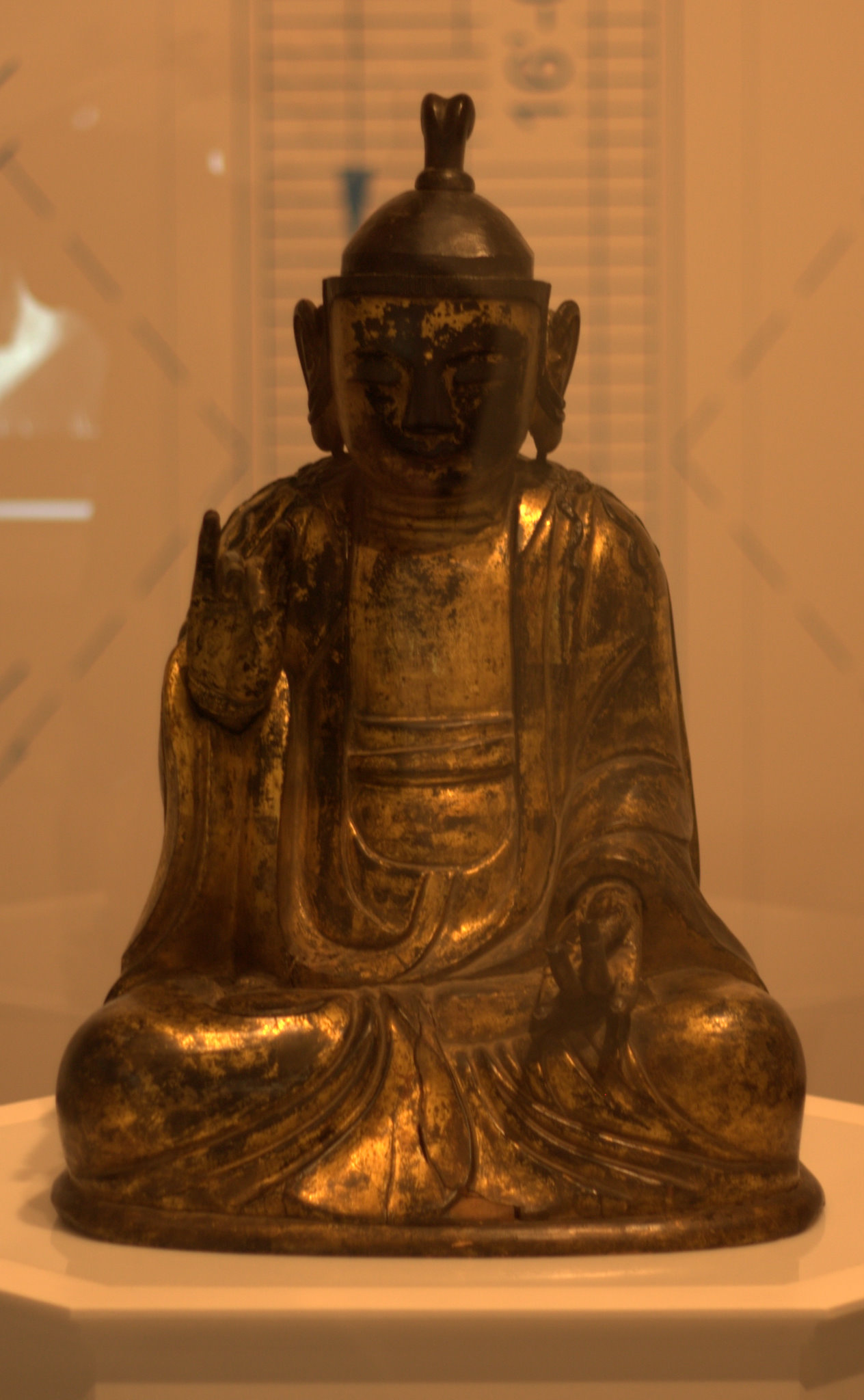
Сидячий Бодхісаттва із позолоченого дерева (Корея), експозція мзею

Серед інших в музеї представлені такі художники:
| - Ансель Адамс - Ель Анацуї - Джордж Беллоуз - Росс Блеккнер - Дебора Баттерфілд - Марія Магдалена Кампос-Понс - Агустін Карденас - Оноре Дом'є - Рінеке Дікстра - Фрідель Дзюбас - Карлос Альберто Естевес Караса - Лазаро Сааведра Гонсалес - Герман Герцог |  | - Кандіда Хофер - Вільям Хогарт - Мануель Мендіве Хойо - Вільям Морріс Хант - Роберт Хаттер - Кен Джозефсон - Вільям Кентридж - Яйо Кусама - Ніккі С. Лі - Сол Левітт - Армандо Маріно - Клод Моне - Ельза Мора |  | - Zwelethu Mthethwa - Інгрід Мвангі - Гельмут Ньютон - Тімоті Х. О'Салліван - Сальватор Роза - Стівен Де Штаблер - Евон Стрітман - Джордж Сахарман - Меггі Тейлор - Джеррі Уельсманн - Серхіо Вега - Незначний Білий - Бетті Вудман |